# 国鉄シキ400形貨車
国鉄シキ400形貨車（こくてつシキ400がたかしゃ）は、1959年（昭和34年）4月24日に1両のみが三菱重工業にて製造された吊り掛け式大物車である。当初から2つの吊り掛け式梁を持っており、240トン積みのものがシキ400B1、170トン積みのものがシキ400B2である。
B1梁・B2梁ともに、それまでの吊り掛け式大物車の荷受梁で多く採用されていたトラス構造ではなく、ガーダー構造を採用している。これは、その後の日本の大型吊り掛け式大物車でも踏襲された。B1梁では空車時全長33,860mm、貨物の最大長さは8.5m、空車自重107トン（うち回送用死重23トン）である。B2梁では空車時全長24,096mm、貨物の最大長さは8m、空車自重90トン（うち回送用死重42トン）である。
台車は4軸ボギー台車を備えている。この台車は、ブニョー(Beugniot)式という左右動を許した可動軸受を採用しており、多くの鉄道車両の車軸は軸受が車輪より外側になっているのに対して、車輪の内側に軸受を備えているというものである。これにより、車軸に妨げられずに車輪が多数並んで見える独特の外観となった。これは、多軸台車のカーブ通過時の横方向の圧力を軽減するために考えられた構造であったが、軸焼けが多発する原因となった。
B1梁を装備するときは、2つの4軸台車の上に台車上枠を載せて、これともう1つの4軸台車の間に枕枠を載せて、その上に荷受梁を載せる構造になっていた。片側に3つの4軸台車合計12軸で、全部で6台車24軸の構成である。これに対してB2梁のときは枕枠と片側1つずつの台車を取り外して、台車上枠の上に直接荷受梁を載せる、合計4台車16軸の構成となった。空気ブレーキは手動積空切り替え式で、K弁とUC形シリンダーを組み合わせていた。軸焼け対策のために数回の改造が繰り返されている。
三菱電機所有の私有貨車であった。常備駅は当初塚口駅で、1972年（昭和47年）4月に西浜信号場へ移動した。特殊構造のために早く淘汰され、シキ610形に置き換えられて1976年（昭和51年）9月24日に廃車となった。なお車両は廃車前に塚口駅側線に移動し、その後長らく留置されたのちに解体された。